# Dakotadon
Dakotadon je rod iguanodontního dinosaura, žijícího v období spodní křídy (věk barrem) na území dnešní Jižní Dakoty v USA (geologické souvrství Lakota). Je znám podle neúplné lebky, popsané v roce 1989 jako Iguanodon lakotaensis. Zařazení však zůstává nejisté. V roce 2008 paleontolog Gregory S. Paul přisoudil tomuto nálezu vlastní rodové jméno Dakotadon.

## Popis
Dakotadon byl menší až středně velký iguanodontní ornitopod. Odhadovaná délka zástupců tohoto rodu činí zhruba 6 metrů, hmotnost pak kolem 1000 kg.